# Ange-Yoan Bonny
Pour les articles homonymes, voir Bonny.
Ange-Yoan Bonny, né le 25 octobre 2003 à Aubervilliers, en France, est un footballeur français. Il joue au poste d'avant-centre à l'Inter Milan.

## Biographie

### Carrière en club
Né à Aubervilliers, en France, Ange-Yoan Bonny joue notamment pour le Chambray FC puis au Tours FC avant de terminer sa formation à LB Châteauroux.
Bonny joue son premier match en professionnel le 31 octobre 2020, lors d'une rencontre de Ligue 2 face à l'AS Nancy-Lorraine. Il entre en jeu à la place de Léo Leroy lors de cette rencontre perdue par son équipe (2-1 score final). Il inscrit son premier but en professionnel le 20 avril 2021, lors d'une rencontre de championnat face au Rodez AF. Il entre en jeu ce jour-là et marque le but égalisateur qui permet à son équipe de faire match nul 1 à 1.
Le 31 août 2021, Ange-Yoan Bonny rejoint l'Italie pour s'engager en faveur du Parme Calcio. Il signe un contrat courant jusqu'en juin 2024,.
Lors de la saison 2023-2024, Bonny participe à la promotion de son équipe en première division, le Parme Calcio étant sacré champion de deuxième division,.
Le 5 juillet 2025, Ange-Yoan Bonny rejoint l'Inter Milan. Il signe un contrat de cinq ans avec le club lombard, soit jusqu'en juin 2030.

### En sélection
En mai 2022, Bonny est convoqué avec l'équipe de France des moins de 19 ans pour participer au championnat d'Europe des moins de 19 ans en 2022. Il joue trois matchs dans cette compétition et inscrit deux buts. Bonny inscrit ses deux buts lors du même match, contre la Slovaquie. Il contribue ce jour-là à la victoire de son équipe (0-5 score final). La France se hisse jusqu'en demi-finale, battue par Israël (1-2),.

## Statistiques par saison
| Saison                | Club                  | Championnat           | Championnat | Championnat | Championnat | Coupe(s) nationale(s) | Coupe(s) nationale(s) | Coupe(s) nationale(s) | Supercoupe | Supercoupe | Supercoupe | Compétition(s) continentale(s) | Compétition(s) continentale(s) | Compétition(s) continentale(s) | Compétition(s) continentale(s) | Barrages | Barrages | Barrages | Total | Total | Total |
| Saison                | Club                  | Division              | M.          | B.          | P.d.        | M.                    | B.                    | P.d.                  | M.         | B.         | P.d.       | Comp.                          | M.                             | B.                             | P.d.                           | M.       | B.       | P.d.     | M.    | B.    | P.d.  |
| 2020-2021             | LB Châteauroux        | Ligue 2               | 5           | 1           | 0           | -                     | -                     | -                     | -          | -          | -          | -                              | -                              | -                              | -                              | -        | -        | -        | 5     | 1     | 0     |
| Sous-total            | Sous-total            | Sous-total            | 5           | 1           | 0           | 0                     | 0                     | 0                     | -          | -          | -          | -                              | 0                              | 0                              | 0                              | -        | -        | -        | 5     | 1     | 0     |
| 2021-2022             | Parme FC              | Serie B               | 13          | 0           | 0           | -                     | -                     | -                     | -          | -          | -          | -                              | -                              | -                              | -                              | -        | -        | -        | 13    | 0     | 0     |
| 2022-2023             | Parme FC              | Serie B               | 24          | 1           | 1           | 2                     | 0                     | 0                     | -          | -          | -          | -                              | -                              | -                              | -                              | 2        | 0        | 0        | 28    | 1     | 1     |
| 2023-2024             | Parme FC              | Serie B               | 35          | 5           | 7           | 3                     | 3                     | 0                     | -          | -          | -          | -                              | -                              | -                              | -                              | -        | -        | -        | 38    | 8     | 7     |
| 2024-2025             | Parme FC              | Serie A               | 37          | 6           | 4           | 1                     | 0                     | 0                     | -          | -          | -          | -                              | -                              | -                              | -                              | -        | -        | -        | 38    | 6     | 4     |
| Sous-total            | Sous-total            | Sous-total            | 109         | 12          | 12          | 6                     | 3                     | 0                     | -          | -          | -          | -                              | -                              | -                              | -                              | 2        | 0        | 0        | 117   | 15    | 12    |
| 2025-2026             | Inter Milan           | Serie A               | 0           | 0           | 0           | 0                     | 0                     | 0                     | -          | -          | -          | C1                             | -                              | -                              | -                              | -        | -        | -        | 0     | 0     | 0     |
| Sous-total            | Sous-total            | Sous-total            | 0           | 0           | 0           | 0                     | 0                     | 0                     | -          | -          | -          | -                              | -                              | -                              | -                              | 0        | 0        | 0        | 0     | 0     | 0     |
| Total sur la carrière | Total sur la carrière | Total sur la carrière | 114         | 13          | 12          | 6                     | 3                     | 0                     | -          | -          | -          | -                              | -                              | -                              | -                              | 2        | 0        | 0        | 122   | 16    | 12    |

## Palmarès
Parme Calcio
- Championnat d'Italie de deuxième division
  - Champion en 2023-2024